# Falsoropica grossepunctata
Falsoropica grossepunctata là một loài bọ cánh cứng trong họ Cerambycidae.